# Walter Becker (Musiker, 1950)

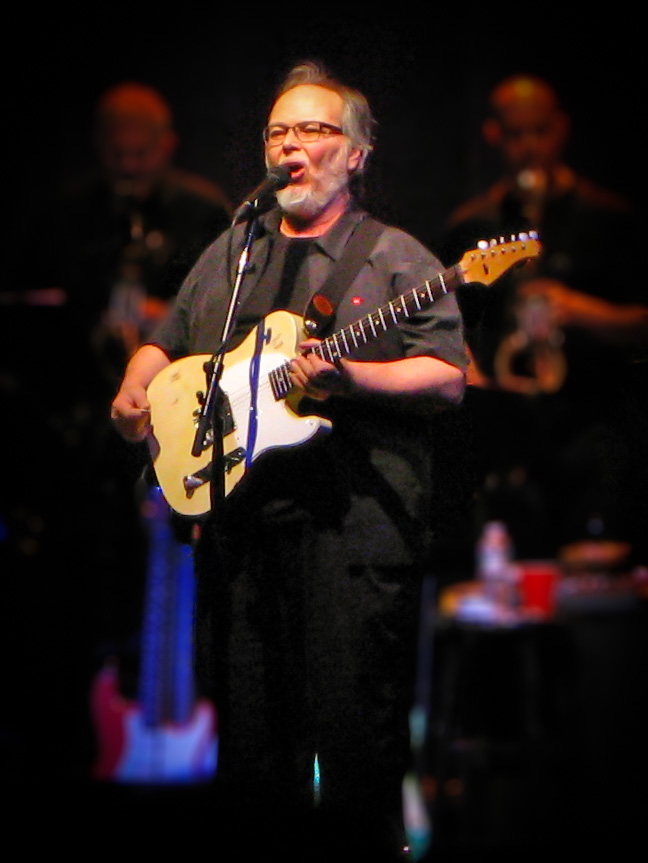
Walter Becker (2013)

Walter Carl Becker (* 20. Februar 1950 in New York; † 3. September 2017 ebenda) war ein US-amerikanischer Musiker.

## Leben und Karriere

### Kindheit und Jugend
Becker wurde im New Yorker Stadtteil Queens geboren. Seine Eltern trennten sich, als er noch ein kleiner Junge war. Nachdem seine britische Mutter in ihre Heimat zurückgezogen war, wuchs er bei seinen Großeltern auf.
Sie lebten in Queens und ab dem Alter von fünf Jahren in Scarsdale, New York. Beckers Vater war Handelsvertreter für Papierschneidemaschinen. Als Becker rund vierzehn Jahre alt war, zog der genau ein Jahr jüngere Junge namens Randy Wolf in die Nachbarschaft und zeigte Becker das Spielen der Bluesgitarre. Als Becker 16 war, starb sein Vater.

„Walter hatte eine sehr harte Kindheit – ich erspare euch die Details.“

### Musikalischer Werdegang
Walter Becker besuchte bis 1967 die Stuyvesant High School in Manhattan und anschließend das Bard College in New York, wo er seinen langjährigen musikalischen Weggefährten Donald Fagen kennenlernte. Der damalige stellvertretende Staatsanwalt Gordon Liddy (später bekannt für seine Verwicklung in die Watergate-Affäre) klagte Becker 1969 wegen Marihuana-Besitzes dritten Grades an. Becker und Fagen spielten beide gemeinsam in einigen Bands, darunter The Leather Canary, in der der spätere Filmstar Chevy Chase Schlagzeug spielte. 1970 gingen sie mit Jay and the Americans auf Tour.
Schließlich bildeten Becker und Fagen das Duo Steely Dan, dessen erstes Album 1972 veröffentlicht wurde und das bis heute mehr als 30 Millionen Platten verkaufte. Gemeinsam mit Fagen komponierte und textete er die Songs der Band. Becker spielte E-Bass und E-Gitarre.
Becker veröffentlichte regelmäßig Kolumnen im Guitar Player-Magazin. In einer satirischen Kolumne in der Aprilausgabe des Jahres 1994 prägte er das Akronym „G.A.S.“ („Guitar Acquisition Syndrome“; „Gitarren-Anschaffungs-Syndrom“) für das sinnlose, unkontrollierte Anhäufen von Gitarrenequipment. Der Begriff wurde in seiner erweiterten Bedeutung „Gear Acquisition Syndrome“ („Ausrüstungs-Anschaffungs-Syndrom“) zu einem geflügelten Wort in Internetforen und der Musik-Fachpresse.
Becker erhielt 2001 wie auch Fagen die Ehrendoktorwürde für Musik des Berklee Colleges of Music. Am 30. Oktober 2008 wurde Becker in die Long Island Music Hall of Fame aufgenommen. Der Rolling Stone listete Becker 2015 gemeinsam mit Donald Fagen auf Rang 71 der 100 größten Songwriter aller Zeiten.

## Privates
Becker war verheiratet und Vater zweier Kinder. Er starb an Speiseröhrenkrebs.

## Diskografie

### Soloalben
- 1994: 11 Tracks of Whack
- 2008: Circus Money

### Steely Dan
- 1972: Can’t Buy a Thrill
- 1973: Countdown to Ecstasy
- 1974: Pretzel Logic
- 1975: Katy Lied
- 1976: The Royal Scam
- 1977: Aja
- 1980: Gaucho
- 2000: Two Against Nature
- 2003: Everything Must Go

### Produzent
- 1985: China Crisis – Flaunt The Imperfection (als Produzent & Arranger)
- 1989: Rickie Lee Jones – Flying Cowboys (als Produzent)